# فابریتزیو دلا فیوری
فابریتزیو دلا فیوری (انگلیسی: Fabrizio Della Fiori؛ زادهٔ ۱ september ۱۹۵۱ (۷۳ سال)) بازیکن بسکتبال اهل ایتالیا است.
وی در مسابقات کشوری و بین‌المللی در مجموع برندهٔ ۱ مدال نقره، ۲ مدال برنز شده‌است.